# Nicole Maines

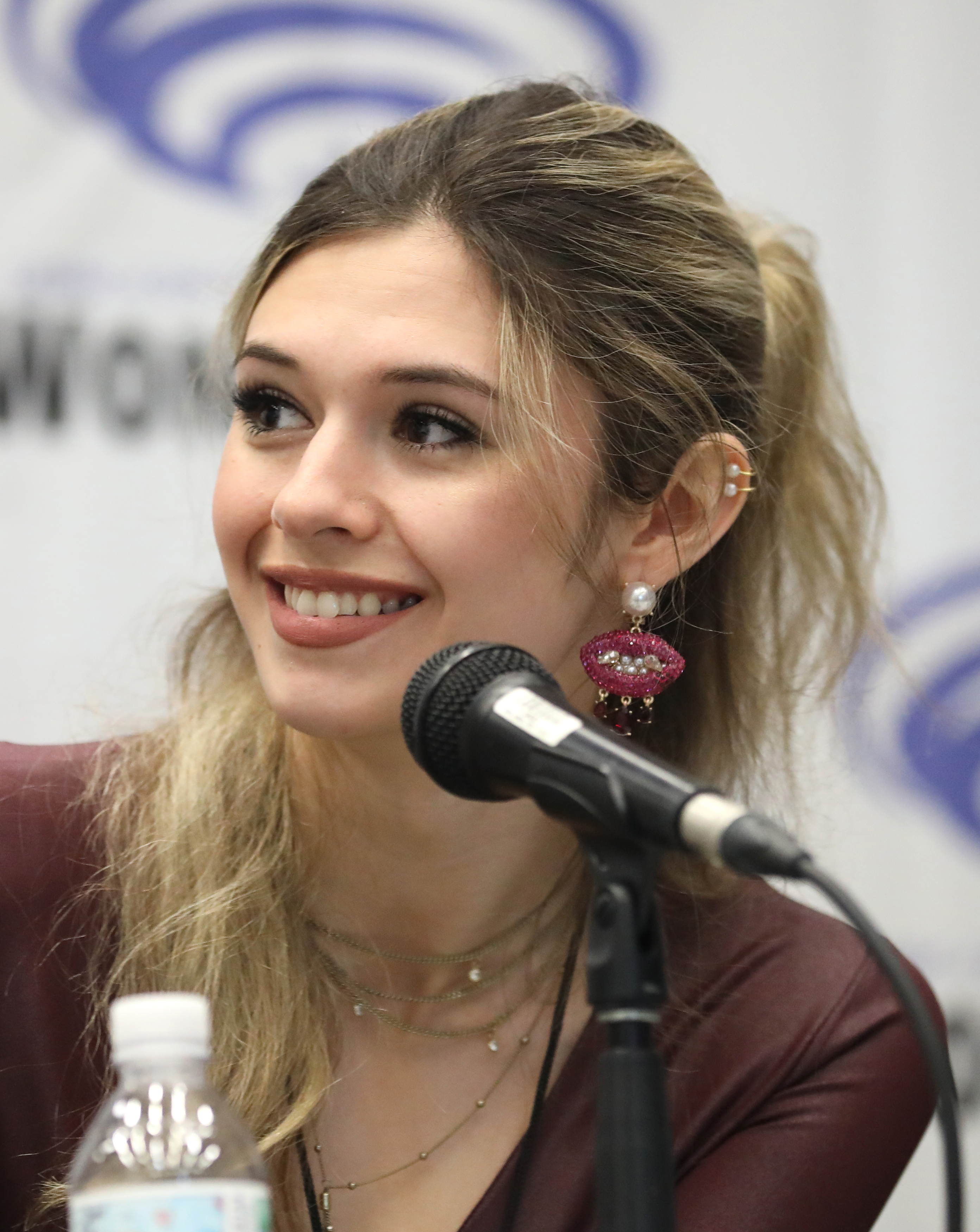
Nicole Maines (2024)

Nicole Amber Maines (* 7. Oktober 1997 in Gloversville, New York) ist eine amerikanische Schauspielerin und Aktivistin für Transgender-Rechte.

## Aktivistin für Rechte von Transgender
Nicole wusste bereits im Alter von 3 Jahren, dass sie trans ist. Gegen sie wurde in der Grundschulzeit vom Großvater einer Mitschülerin eine Beschwerde eingereicht, weil sie die Mädchentoilette benutzte. Ihr wurde von der Schule verweigert, weiterhin die Mädchentoilette zu benutzen, woraufhin ihre Familie gegen die Schule Anzeige erstattete, die vor dem Maine Supreme Judicial Court verhandelt wurde. Der Fall ist als Doe v. Regional School Unit 26 bekannt. Nicole ging damit als Erste in die Geschichte ein, die erfolgreich durch ein Gericht per Gesetz die Zuschrift bekommen hat, dass es gegen die Menschenrechte verstößt, einem Schulkind den Zugang auf die Schultoilette zu verweigern, dessen Geschlecht es sich zugewiesen fühlt.
2015 schrieb Washington Post Autorin Amy Ellis Nut ein englischsprachiges Buch über die Maines Familie und deren Umgang mit Transgenderrechten mit dem Titel: Becoming Nicole: The Transformation of an American Family.
Nicole ist die erste trans Superheldin, die im Fernsehen repräsentiert wird. Sie spielte von 2018 bis 2021 in der Serie Supergirl den Charakter von Nia Nal, einer Transfrau, deren Mutter von einem außerirdischen Planeten kommt, von der sie die Superkraft geerbt hat, in die Zukunft zu sehen.

## Familie
Nicole und ihr eineiiger Zwillingsbruder Jonas wurden von Kelly und Wayne Maines adoptiert. Einer der biologischen Eltern war Kellys Cousin zweiten Grades. Nicole wurde bei der Geburt dem männlichen Geschlecht zugewiesen und hatte einen anderen Geburtsnamen. Allerdings wusste sie bereits im Alter von 3 Jahren, dass sie sich diesem Geschlecht nicht zugehörig fühlt. Nicole und Jonas sind in Gloversville, New York geboren und in Portland, Maine aufgewachsen.

## Filmografie (Auswahl)
- 2015: Royal Pains (Fernsehserie, Folge 7x08)
- 2015: Rainbow Six: Siege (Videospiel)
- 2016: The Trans List (Dokumentation)
- 2017: Not Sour Skin (Dokumentation)
- 2018–2021: Supergirl (Fernsehserie, 61 Folgen)
- 2020: Legends of Tomorrow (Fernsehserie, Folge 5x01)
- 2019: Bit (Fernsehfilm)
- 2022: Good Trouble (Fernsehserie, 4 Folgen)
- 2022: Darby and the Dead
- 2023–2025: Yellowjackets (Fernsehserie, 10 Folgen)
- 2023: The Flash (Fernsehserie, Folge 9x07)
- 2025: Clean Slate (Fernsehserie, Folge 1x07)